# Placer County

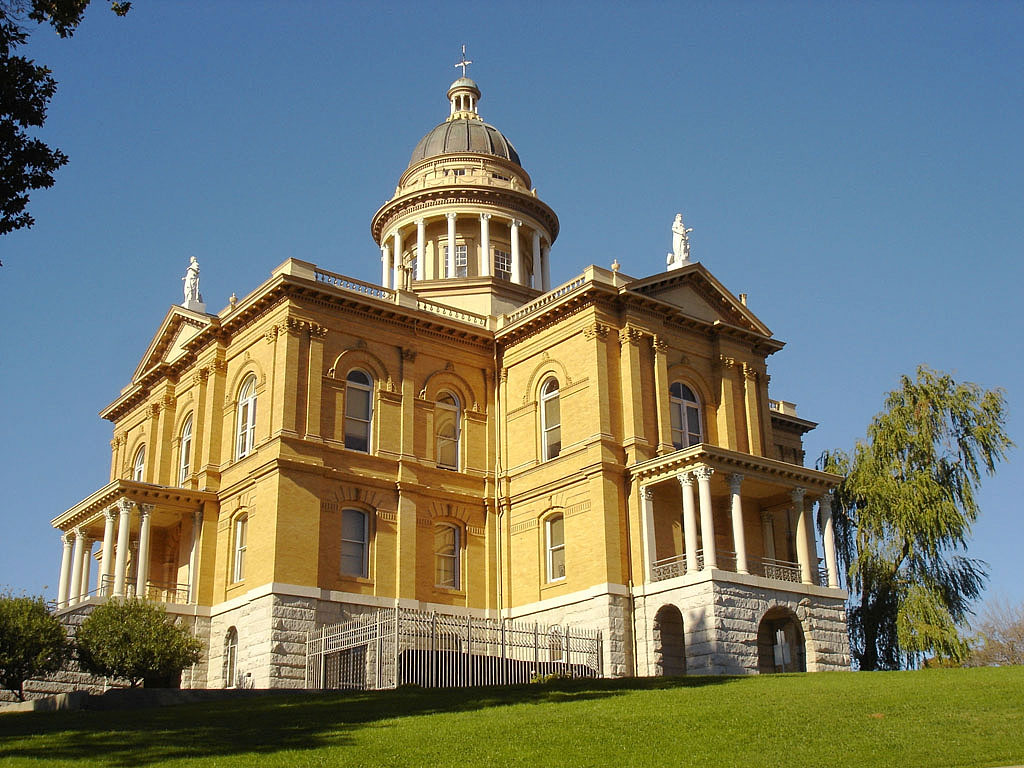
Placer County Courthouse

Placer County is een county in Californië in de VS. Het werd gevormd in 1851 en bestond uit delen van Sutter en Yuba county's.
"Placer" is waarschijnlijk een samentrekking van "plaza de oro" wat betekent 'de plaats van goud'. De county kreeg deze naam door de vele plaatsen waar goud, door middel van extractie uit de aarde, ontgonnen werd. In het Engels wordt dit "placer mining" genoemd.

## Geografie
De county heeft een totale oppervlakte van 3892 km² (1503 mijl²) waarvan 3637 km² (1404 mijl²) land is en 255 km² (98 mijl²) of 6.55% water is.

### Aangrenzende county's
- El Dorado County - zuiden
- Sacramento County - zuidwest
- Sutter County - westen
- Yuba County - noordwest
- Nevada County - noorden
- Washoe County in Nevada - oosten
- Carson City in Nevada - oosten
- Douglas County in Nevada - zuidoost

### Steden en dorpen
- Auburn
- Colfax
- Dollar Point
- Foresthill
- Granite Bay
- Homewood
- Kings Beach
- Lincoln
- Loomis
- Meadow Vista
- Newcastle
- North Auburn
- Olympic Valley
- Penryn
- Rocklin
- Roseville
- Sunnyside-Tahoe City
- Tahoe Pines
- Tahoe Vista